# Sainte-Radégonde-des-Noyers
Sainte-Radégonde-des-Noyers – miejscowość i gmina we Francji, w regionie Kraj Loary, w departamencie Wandea.
Według danych na rok 1990 gminę zamieszkiwały 662 osoby, a gęstość zaludnienia wynosiła 21 osób/km² (wśród 1504 gmin Kraju Loary Sainte-Radégonde-des-Noyers plasuje się na 747. miejscu pod względem liczby ludności, natomiast pod względem powierzchni na miejscu 263.).